# Ундина
Унди́на (от лат. unda — «волна») — мифологическое человекоподобное существо женского пола, связанное с водоёмами, нивами и полями. Германо-скандинавский и прибалтийский аналог славянской русалки, персонаж низшей мифологии народов Европы.
У средневековых алхимиков Ундинами назывались духи, управляющие водной стихией (см. Элементаль).

## Внешний вид и поведение
Ундины — прекрасные девушки, иногда с рыбьими хвостами, которые выходят из воды и расчёсывают волосы, пением и красотой, завлекая путников в глубины. Соблазняют мужчин, так как если родят ребёнка от земного человека — смогут обрести бессмертную душу.
Как нимфы и русалки, ундины «носятся над нивами и полями». Согласно легендам, человек, доставший цветок папоротника, сможет беспрепятственно смотреть на ундин, не поддаваясь их очарованию, и даже заручиться их помощью в полевых работах, так как ундины могут управлять погодой, насылая дожди. 

## Ундины в культуре
- «Мелюзина» — прозаический рыцарский роман, написанный Жаном из Арраса, клириком герцога Беррийского.
- «Ундина» — повесть Фридриха де ла Мотт Фуке (1813)
  - «Ундина» — опера П. И. Чайковского (1869) на уже готовое либретто В. А. Соллогуба, ранее использованное в одноимённой опере композитора А. Ф. Львова. В основе либретто поэма Фридриха де ла Мотт Фуке.
  - Вольный поэтический перевод В. А. Жуковского (1835—1837)
    - «Шубертиана» — балет, поставленный А. Горским в 1913 году в Большом театре, в основе сюжета поэма В. А. Жуковского, существенно изменённая балетмейстером.

  - «Ундина» — соната для флейты и фортепиано Карла Райнеке по мотивам повести Фуке.
- «Ich weiss nicht, was soll es bedeuten…» и «Der Abend kommt gezogen…» — стихотворения Гейне
- «Русалочка» — сказка Андерсена
- «Ундина» — произведение из фортепианного цикла М. Равеля «Ночной Гаспар»,
- «Ундина» — произведение для фортепиано из второй книги прелюдий К. Дебюсси, L. 123, № 8,
- «Ундина Друскенинских источников» — исторический и медицинский журнал (1844—1846, 1929—1939)
- «Ундина» — российский телесериал 2003 года.
- «Ундина» (англ. Ondine) — фильм Нила Джордана, снятый в 2009 году. Сюжет фильма включает в себя элементы реальности и ирландской мифологии.
- «Ундина» (нем. Undine) — немецко-французский романтический фэнтезийный драматический фильм 2020 года, снятый режиссёром Кристианом Петцольдом.
- «Ундина» — этюд для фортепиано, написанный А. Рубинштейном. Des-dur
- «Перстень[4]» — стих Николая Гумилёва, где упоминается «народец Тритонов и мокрых ундин».
- «Ундина (Русалочка)» — песня группы «Гости из будущего», слова которой написаны Евой Польной.

## Ундина в астрономии
Ундиной был назван астероид главного пояса (92) Ундина, открытый 7 июля 1867 года американским астрономом Кристианом Петерсом в обсерватории Литчфилд, США.